# Kolwezi
Pour les articles homonymes, voir Kolwezi (homonymie).
Kolwezi (prononcé : [kɔl.we.zi] ) est une ville minière, chef-lieu de la province de Lualaba en république démocratique du Congo.

## Géographie
La ville est située sur la route nationale 39 à 2070 km au sud-est de la capitale politique Kinshasa et à l'Ouest de la ville voisine de Likasi, ex Jadoville.

## Histoire
La ville a été créée en 1937 pour abriter le siège des mines de l'Ouest de la société belge Union minière du Haut Katanga (UMHK). Kolwezi se développe sous forme de quartiers éparpillés, comme d'autres villes de type ségrégatif au Haut-Katanga et en Afrique Australe coloniale. Avec un centre décisionnel et résidentiel de cadres européens, au Sud-Est le Centre coutumier, pour la population locale et plusieurs cités planifiées (Kolwezi créée en 1937, Musonoï en 1945, UZK en 1953, Ruwe en 1956, Luilu en 1958 et Kapata en 1962) pour la population ouvrière proche des carrières et usines de l'UMHK. Presque quatre cinquièmes du territoire municipal se trouvaient alors au sein des concessions de la compagnie.
Après que le Katanga a déclaré son indépendance par rapport à la république du Congo en 1960, des rebelles ont, à plusieurs reprises, tenté de s'émanciper de l'autorité de l'État central du Congo, rebaptisé à l'époque république du Zaïre. En 1972 l'UMHK était nationalisée et devint la Générale des Carrières et des Mines (Gécamines).
En 1978, les événements tragiques de la ville minière résultaient d'une nouvelle rébellion, cette fois contre le régime du Maréchal Mobutu installé à Kinshasa.

### Bataille de Kolwezi

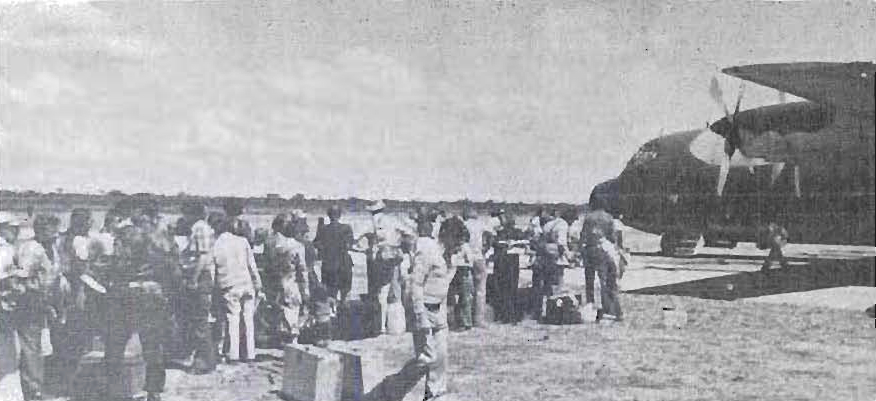
Départ des expatriés européens (1978).

Le samedi 13 mai 1978, des rebelles katangais, soutenus par le Bloc de l'Est, occupent la ville, alors principal centre minier de la province. Le Zaïre demanda l'aide des États-Unis d'Amérique, de la France, du Maroc et de la Belgique pour restaurer l'ordre. Le 2e régiment étranger de parachutistes de la Légion étrangère française fut parachuté sur la ville, tandis qu'allaient arriver des paras belges. Cette opération, sous le commandement du colonel Erulin, sauva des centaines d'Européens terrés dans leurs habitations, mais ne put empêcher de nombreuses victimes. Cinq légionnaires furent tués durant l'intervention ainsi que deux paras belges,. Elle eut surtout pour but et pour résultat la sauvegarde du régime.
Environ 700 Africains et 170 Européens trouvèrent la mort lors de cette tentative de déstabilisation. Le roman Shaba deux : les carnets de Mère Marie Gertrude (1989), du romancier et philosophe congolais Valentin-Yves Mudimbe, a pour cadre historique ces opérations militaires ; au contraire des points de vue occidentaux sur cette intervention présentée comme humanitaire, l'écrivain, natif de la région (il est né à Likasi), insiste sur les violences commises à cette occasion par les Forces armées zaïroises à l'encontre des populations locales.

## Communes
La ville de Kolwezi est organisée en deux communes : la commune de Dilala à l'Ouest et la commune de Manika à l'Est.

## Démographie
| 1940  | 1947   | 1950   | 1960   | 1970   | 1980    | 1990    |
| ----- | ------ | ------ | ------ | ------ | ------- | ------- |
| 2 671 | 17 900 | 31 000 | 48 000 | 82 000 | 261 000 | 428 000 |

### Maires
Jusqu'en février 2016, la ville est sous la direction de Charlotte Cime Jinga, actuelle maire, antérieure bourgmestre de la commune de Manika. Charlotte Cime est fille ainée de Tshime Kamba Dikenya ancien conseiller administratif au ministère de la Culture et de l'Art. Elle est démise de ses fonctions en 2016 par une décision du ministère de l’Intérieur. En février 2016 sont entrés en fonction Véronique Upite et son adjoint Jacques Masengo.

## Économie

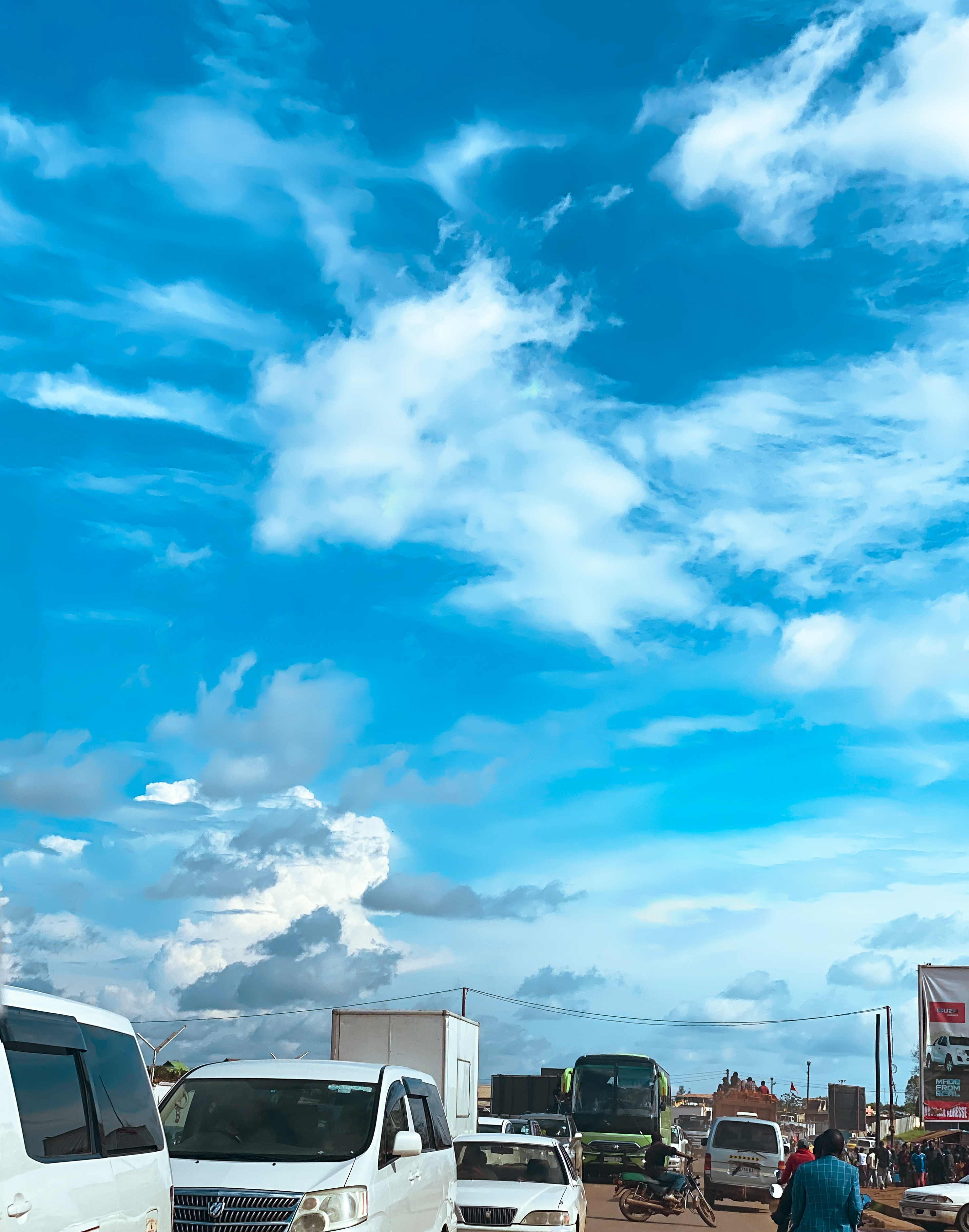
Trafic routier à Kolwezi (2019).

Située à près de 1 500 m sur le plateau de Manika, Kolwezi est un important centre minier de cuivre, cobalt et zinc. La ville est aussi un centre bancaire et d'exploitation artisanale. La région produit du maïs, du manioc et de l'arachide, mais l'état des routes empêche d'assurer un approvisionnement régulier à la ville. C'est aussi le terminal d'une des plus longues lignes électriques à haute-tension au monde, la Inga-Shaba.

## Environnement
Kolwezi est dominée en majeure partie par le froid. C’est principalement pendant la saison sèche qui s’accompagne des vents moins violents. Il y fait très froid surtout aux mois de mai et de juin. Deux saisons d’inégale durée sont observées : 8 mois de saison de pluies (de septembre à avril) et 4 mois (de mai à août) de saison sèche soit 4 mois.
La faune et la fore y est caractérisée, au nord, par la savane boisée dans la chefferie de Mwana Mwadi et dans une partie de la chefferie de Mulumbu et celle de Bayeke. Au sud, les chaînes des montagnes à 31 Fungurume, Kakanda, Kamenia, Tenke et Lubudi. Au Sud-ouest, des clairières et plateaux à Biano, en chefferie des Bayeke ; À l’Est, le parc National de l’Upemba avec ses chutes touristiques et le Bois Lusanga dans chefferie Mwana Mwadi. La végétation est de type savane boisée à savane herbeuse (plateau Biano).

## Infrastructure

### Transport
La ville possède l'une des principales gares du chemin de fer de Benguela, qui la relie à Tenke, à l'est, et à Dilolo et Lobito (sur la côte de l'Angola), à l'ouest.
De plus, la ville possède l'aéroport de Kolwezi, situé à 6 km du centre-ville. L'aéroport appartient à l'État et possède une piste de 1526 mètres.

### Éducation
Le campus principal et le siège de l'Université de Kolwezi (UNIKOL) sont situés dans cette ville. Il s'y trouve également 
L'institut Supérieur des techniques appliquées (I.S.T-A en sigle) où sont formés des ingénieurs techniciens et industriels aux compétences non négligeable, même recherchées.

## Culture

### Filmographie
- La légion saute sur Kolwezi, film français de Raoul Coutard, sorti en 1980.

### Chanson
Le chanteur Jean-Pax Méfret raconte la libération de la ville par les 700 légionnaires du 2e REP dans la chanson Kolwezi. Ce chant rend hommage au courage de ces bérets verts parachutés sur la ville. Les Wampas évoquent également cette intervention dans la chanson Les Wampas sont la preuve que Dieu existe.

## Personnalités liées à Kolwezi

### Naissance à Kolwezi
- Onema Grace Geyoro  (*1997), footballeuse internationale française.
- Marcel Mbangu Mashita (*1965), officier général-major au sein des Forces armées de la République démocratique du Congo.
- Patricia Nseya Mulela, (1978-), femme politique congolaise.
- Jean-Claude Muyambo Kyassa (*1965), personnalité politique, ministre des affaires humanitaires dans le gouvernement Gizenga.
- Delly Sesanga (*1970), homme politique.